# Liste de marques de vodka
Ceci est une liste des marques de vodka triées en fonction de leur composition. La vodka est une eau-de-vie titrant classiquement 40°, composée principalement d'eau et d'alcool, obtenue par la fermentation de matières premières agricoles telles que le blé, le seigle et plus rarement la pomme de terre. 

## Vodkas à base de pomme de terre
| Marque            | Pays       |
| ----------------- | ---------- |
| Monopolowa        | Autriche   |
| Schramm Organic   | Canada     |
| Vikingfjord       | Norvège    |
| Chopin            | Pologne    |
| Cracovia          | Pologne    |
| Luksusowa         | Pologne    |
| Grand Teton Vodka | États-Unis |

## Vodkas à base de blé
| Marque           | Pays        |
| ---------------- | ----------- |
| Absolut          | Suède       |
| Deluxe Original  | Biélorussie |
| Polar Ice        | Canada      |
| Danzka           | Danemark    |
| Frïs             | Danemark    |
| Grey Goose       | France      |
| Jean-Marc XO     | France      |
| Monte-Carlo      | France      |
| Perfect 1864     | France      |
| Rachmaninoff     | Allemagne   |
| REMYX VODKA      | France      |
| Russian Standard | Russie      |
| Stolichnaya      | Russie      |
| Lugia            | France      |

## Vodkas à base de seigle
| Marque                   | Pays    |
| ------------------------ | ------- |
| Belvedere                | Pologne |
| Sobieski                 | Pologne |
| Żubrówka                 | Pologne |
| Wyborowa                 | Pologne |
| Moskovskaya (Московская) | Russie  |

## Vodkas à base de maïs
| Marque        | Pays        |
| ------------- | ----------- |
| Smirnoff      | Royaume-Uni |
| Vodka 14      | États-Unis  |
| L'CHAIM Vodka | Israël      |
| Nikolai       | États-Unis  |

## Vodkas à base de raisin
| Marque     | Pays   |
| ---------- | ------ |
| Ciroc      | France |
| Guillotine | France |